# بتنرية
البتنرية (الاسم العلمي:Byttneria) هي جنس من النباتات تتبع الفصيلة الخبازية من رتبة الخبازيات.

## من أنواع البتنرية
- بتنرية إبرية
- بتنرية إكمانية
- بتنرية سولاوسية
- بتنرية شعرية
- بتنرية صافية
- بتنرية عشبية
- بتنرية غايانية
- بتنرية لامعة
- بتنرية لوخية
- بتنرية متعرجة
- بتنرية مفلطحة
- بتنرية وهرانية